# Ульянка (платформа)
Улья́нка — железнодорожный остановочный пункт Октябрьской железной дороги на двухпутном перегоне Броневая - Лигово линий Санкт-Петербург — Калище и Санкт-Петербург — Гатчина-Балтийская. Расположена в одноименном муниципальном образовании Ульянка в Кировском районе Санкт-Петербурга.
Платформа для поездов, следующих по направлению от Санкт-Петербурга, оборудована тремя боковыми сходами (лестницы со стороны пр. Народного Ополчения), кроме этого, имеется подземный переход, для перехода на 2 платформу к поездам, следующим по направлению к Санкт-Петербургу. На платформе есть кассы по продаже билетов. Центральные части платформ имеют навесы от осадков.
В 1933 году через будущий остановочный пункт прошла электрификация от ст. Ленинград-Балтийский до ст. Ораниенбаум-I. Это был первый электрифицированный участок на Октябрьской железной дороге. Тогда напряжение в контактной сети составляло 1,5 кВ постоянного тока. 
В 1948 году после разрушений в результате боевых действий во время ВОВ было восстановлено движение электросекций на участке.
В 1967 году этот участок был переведён на напряжение 3,3 кВ постоянного тока.
В 1971 году были сооружены две высокие боковые пассажирские платформы с навесами, подземным переходом и выходом в город. На рубеже 2016-2017 годов обе платформы были реконструированы.

## Фото

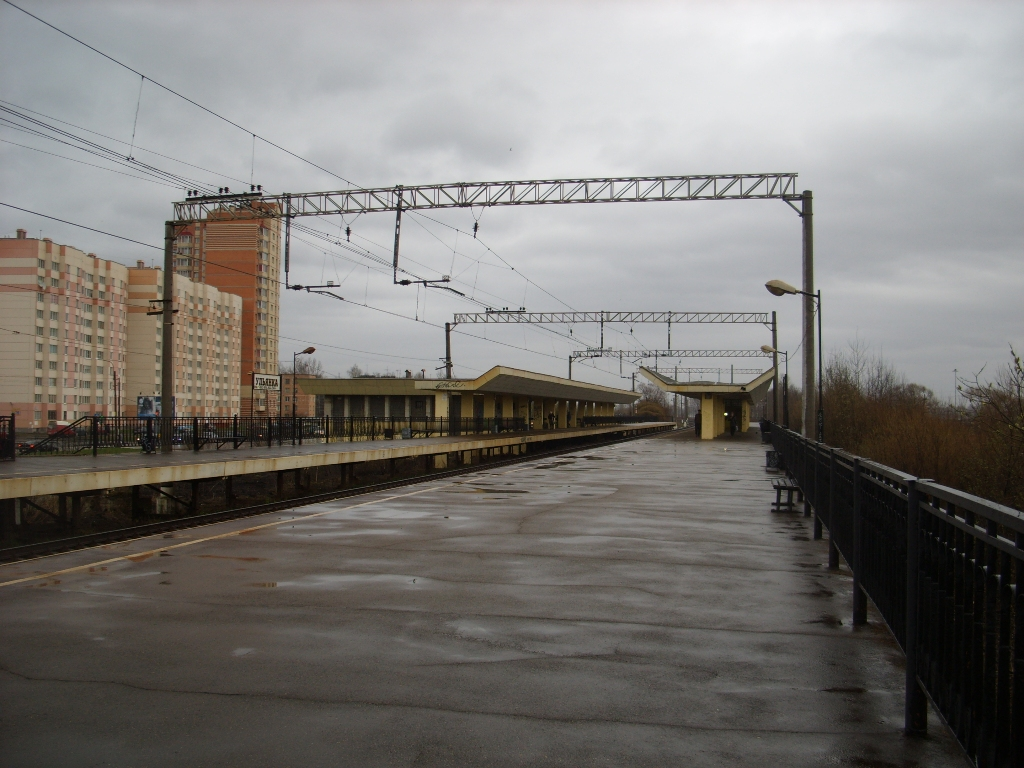
Вид в сторону пл. Дачное
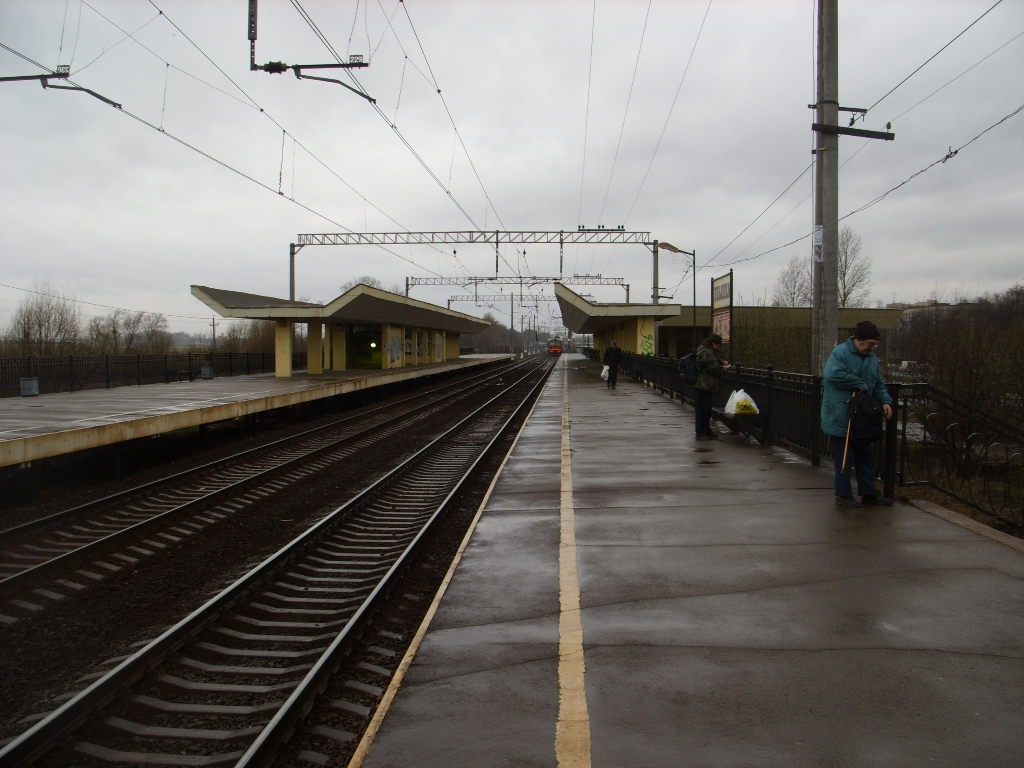
Пл. Ульянка, вид в сторону ст. Лигово